# Sennori
Sennori (sardinski: Sènnaru, sasarski: Sènnari) je grad i općina (comune) u pokrajini Sassariju u regiji Sardiniji, Italija. Nalazi se na nadmorskoj visini od 277 metara i ima 7 281 stanovnika.
 Prostire se na 31,34 km². Gustoća naseljenosti je 232 st/km².
Susjedne općine su: Osilo, Sassari, Sorso i Tergu.